# Ole Kjær
Ole Kjær (ur. 16 sierpnia 1954 w Kolding) – piłkarz duński grający na pozycji bramkarza.

## Kariera klubowa
Karierę piłkarską Kjær rozpoczął w klubie Esbjerg fB. W 1974 roku zadebiutował w jego barwach w duńskiej drugiej lidze i od czasu debiutu był jego pierwszym bramkarzem. W swoim pierwszym sezonie roku awansował z Esbjergiem do pierwszej ligi. W 1976 roku zdobył z nim Puchar Danii, dzięki zwycięstwu 2:1 w finale nad Holbæk B&I. W 1977 roku zajął 3. miejsce w lidze, a w 1978 roku wywalczył wicemistrzostwo kraju i został wówczas wybrany przez Duński Związek Piłki Nożnej Piłkarzem Roku w Danii. Z kolei w 1979 roku wywalczył swoje jedyne w karierze mistrzostwo Danii. W barwach Esbjerga rozegrał 308 meczów.
W 1985 roku Kjær przeszedł do Næstved BK. W 1986 roku zajął z Næstved 3. miejsce w lidze, a w 1988 roku wywalczył z nim wicemistrzostwo kraju, drugie w historii klubu. Po tym sukcesie zakończył karierę piłkarską. Liczył sobie wówczas 34 lata.
| Sezon | Klub       | Kraj  | Rozgrywki   | Mecze | Bramki |
| ----- | ---------- | ----- | ----------- | ----- | ------ |
| 1974  | Esbjerg fB | Dania | 2. division | 30    | 0      |
| 1975  | Esbjerg fB | Dania | 1. division | 27    | 0      |
| 1976  | Esbjerg fB | Dania | 1. division | 30    | 0      |
| 1977  | Esbjerg fB | Dania | 1. division | 30    | 0      |
| 1978  | Esbjerg fB | Dania | 1. division | 30    | 0      |
| 1979  | Esbjerg fB | Dania | 1. division | 30    | 0      |
| 1980  | Esbjerg fB | Dania | 1. division | 30    | 0      |
| 1981  | Esbjerg fB | Dania | 1. division | 19    | 0      |
| 1982  | Esbjerg fB | Dania | 1. division | 30    | 0      |
| 1983  | Esbjerg fB | Dania | 1. division | 26    | 0      |
| 1984  | Esbjerg fB | Dania | 1. division | 26    | 0      |
| 1985  | Næstved BK | Dania | 1. division | 19    | 0      |
| 1986  | Næstved BK | Dania | 1. division | 24    | 0      |
| 1987  | Næstved BK | Dania | 1. division | 26    | 0      |
| 1988  | Næstved BK | Dania | 1. division | 26    | 0      |

## Kariera reprezentacyjna
W reprezentacji Danii Kjær zadebiutował 2 lutego 1977 roku w wygranym 3:2 towarzyskim meczu z Senegalem. W 1984 roku został powołany przez selekcjonera Seppa Piontka do kadry na Euro 84. Na tym turnieju był rezerwowym dla Olego Qvista i nie rozegrał żadnego spotkania. Od 1977 do 1984 roku rozegrał w kadrze narodowej 26 meczów.